# Kö I
Le Kö I sono piccole locomotive da manovra, a scartamento normale, di costruzione tedesca, costruite tra il 1933 e il 1937 per la Deutsche Reichsbahn.

## Storia
Le locomotive, le più piccole costruite per la DRG, vennero ordinate all'inizio degli anni trenta ad un consorzio di fabbriche tedesche allo scopo di assicurare la manovra dei vagoni anche nei piccoli scali ferroviari. La lettera iniziale "K" stava ad indicare proprio la piccolezza del rotabile (Kleinlokomotive=piccola locomotiva). Consegnate in numero di 262 unità entro il 1937 svolsero servizio sulla rete tedesca fino alla fine degli anni settanta. Nel 1968 la Deutsche Bundesbahn le riclassificò Br 311. Alcuni esemplari sono stati conservati a scopo museale.

## Caratteristiche
Erano locomotive a due assi con trasmissione meccanica a catena. Il motore Diesel erogava 29 kW di potenza. La loro massa variava tra 7,5 e 10 tonnellate e la velocità massima tra 16 e 24 km/h in base al tipo di allestimento.

## Esemplari preservati
- Kö 0049 nel Museo Ferroviario di Schwarzenberg/Erzgeb.
- Kö 0128 in uso sulla Märkische Kleinbahn (Berlino).
- Kö 0186 esposto nella Galleria di Arte e Tecnologia a Schorndorf.
- Kö 0281 in uso sulla Hespertalbahn